# Bodin
Bodin (cnr. Бодин), također u povijesnim izvorima i Konstantin Bodin (grč. Κωνσταντίνος Βοδινός, lat. Bodinus-Constantin Bodinus, bug. Константин Бодин), iz dinastije Vojislavljevića, jedan od najznačajnijih vladara u crnogorskoj nacionalnoj povijesti, vladao Dukljanskim kraljevstvom od 1082. do 1099. godine.
Naslijedio je prijestolje od oca, prvog dukljanskog kralja, Sclavorum Regi ili Kralja Slavena, Mihaila.

## Opća ocjena
Tijekom Bodinove vladavine prva crnogorska povijesna država Duklja je postala najmoćnijom južnoslavenskom državom toga doba. Pokraj povijesnoga teritorija Duklje, obuhvaćala je vazalne oblasti Travunju, Zahumlje, Rašku, Bosnu, dijelove Albanije.
Pop Dukljanin u svojem Ljetopisu navodi da je Bodin vladao točno 26 godina i 5 mjeseci, no u znanosti nije posve sigurno utvrđeno koju godinu on uzima kao početnu.

## Životopis

### Obitelj
Po Ljetopisu popa Dukljanina, Bodinov otac Mihailo imao je 11 sinova, 7 iz prvog braka s princezom iz obitelji bugarskoga cara Samuila, 4 iz drugog braka.
Bodinova su braća Vladimir, Prijaslav, Sergije, Derija, Gavril i Miroslav, a polubraća iz drugog Mihailovog braka s rođakom bizantskoga cara Konstantina IX. Monomaha su Dobroslav, Petrislav, Nićifor (Nikefor) i Teodor.

### U mladosti
Bodin je, još kao mladić, predvodio Dukljane u bojevima, skupa s bratom Vladimirom. Godine 1072. pobijedio je Srbe i okupirao Rašku, a po naredbi svoga oca Mihaila pomagao je, skupa s polubratom Petrislavom, bugarske ustanike u Makedoniji protiv bizantske vojske.

### Bodinov pohod na Bizant (Ilirik)
Bizantski vojskovođa i kroničar Nikefor Brijenije bilježi kako je u razdoblju od 1072. do  Bodin, po naredbi kralja Mihaila, predvodio vojsku od Dukljana i Hrvata (u grčkom izvorniku Dioclenses et Chorobatos) i kako je ta vojska zlostavljala Ilirik.
Dok je Bodin pošao prema Nišu i Podunavlju, svog je polubrata i doglavnika Petrila poslao u temi Bugarske.
Osvojio je Bodin Skoplje i Niš i na sjeveru opsjedao bizantske utvrde na Dunavu.
Na drugom mjestu u svojoj kronici, Brijenije piše:
...a narod Slavena, odbacivši pokornost Romejima (Bizanticima - op.a.), pustošio je i pljačkao zemlju Bugara. Skoplje i Niš bjehu osvojeni, a i Simium i mjesta oko rijeke Save i podunavski gradovi oko Vidina teško su postradali. Hrvati i Dukljani pobunivši se, cio Ilirik zlostavljahu.

### Ustanički car
Bodina su u Prizrenu ili Prištini (Kosovo) ustanici okrunili za svoga cara pod imenom 
Car Bugarske Petar III.
ili u orig. na bug.
Цар на България Петър III
Ljetopis popa Dukljanina  o tome izvješćuje (citati na crnogorskom):

### Zatočeništvo u Carigradu
No, Bizantinci su ubrzo porazili Bodinovu vojsku. Bilo je to prosinca 1073. godine kod Paunova polja u južnom Kosovu. 
Bizantski vojskovođa Nikefor Brienije Stariji ...zarati na Dukljane i Hrvate... slomi ih svlada... i uzevši taoce i postavivši jake posade u svakom kraju povrati se u Drač.
Bodin je zarobljen i odveden u ropstvo. 
Nekoliko godina proveo je Bodin zatvoren u samostanu Svetoga Sergija (Srđa) i Baha (Vakha) u Carigradu, a potom u Antiohiji (suvremena Sirija). 
Uspio je otuda pobjeći 1078. godine.

### Povratak u Duklju
Od oca Mihaila je, po povratku u Duklju, dobio na upravu župu Grbalj s Budvom. 
Godine 1081. vjenčao se s Jakvintom, kćerkom normanskoga vladara Arhiriza iz Barija (Italija).

### Na dukljanskom prijestolju
1082. godine umire njegov otac, kralj Mihailo, pa ga Bodin nasljeđuje. No, tome je prethodio krvavi obračun s Mihailovim bratom a Bodinovim stricem Radoslavom, koji je na kraju morao pobjeći u susjednu Travuniju.  
Sukob se nastavio, sada između Bodina i Radoslavljevog sina Branislava, ali je spor nekako izglađen uz posredovanje biskupa Petra iz Bara.

### Napadi na Rašku, Bosnu i Albaniju
1083. i 1084. godine poduzeo je Bodin nove napade na Rašku, te ju je ponovno pokorio. 
Osvajanja je nastavio u Bosni, koju je također pokorio. Svoja je dva župana, Vukana i Marka, postavio upraviteljima Raške, a župana Stevana upraviteljem Bosne. 
Potom je nastavio osvajati na jugu, u Albaniji, gdje je 1085. godine od Normana oteo Drač, no ubrzo predao ga je Bizanticima.

### Potvrda kraljevske krune
Protupapa Klement III. 8. siječnja 1089. godine potvrdio je Bodinu kraljevsku titulu njegovoga oca Mihaila. Titulira u pismu:
regis Bodini gloriossimi
Bodina, veleslavnoga kralja

### Priznanje Dukljanske crkve
Još u buli pape Aleksandra II. iz 1067. godine, Dukljanska crkva je tretirana kao arhiepiskopija. 
U Rimu je 8. siječnja 1089. godine izdata bula kojom je Petru, čelnom prelatu Duklje potvrđen rang arhiepiskopata.
Dukljanska crkva je tada dobila sufraganstvo nad biskupijama barskom, kotorskom, ulcinjskom, svačkom, skadarskom, drivastskom, polatskom, srpskom, bosanskom i travunjskom.
Službena titula poglavara Dukljanske crkve je glasila:
Arhiepiscopus diocliensis atque antibarensis ecclesiae
Petar I., arhiepiskop dukljanski i nadbiskup barski je i u Bodinovo vrijeme bio poglavar Dukljanske crkve.

### Prolazak križara
Između 1096. i 1097. godine kroz Dukljansko Kraljevstvo su prolazile postrojbe križara koje je Bodin gostio u svojoj prijestolnici - Skadru.

### Unutarnje borbe
No, unutarnje borbe za vlast su dobile zamah. 
Bodinov drugi stric Branislav, te njegovi sinovi Predihna, Petrislav, Dragilo, Tvrdislav, Grubeša i Gradihna, organizirali su snažnu opoziciju koja je kanila organizirati prevrat. Bodin je zarobio Branislava i dao ga baciti u tamnicu u Skadru a njegovi su sinovi uspjeli pobjeći u Dubrovnik.

### Napad na Dubrovnik
Bodin je stoga poduzeo oružanu akciju protiv Dubrovčana u čemu mu je pomogla vojska njegova bosanskoga namjesnika Stevana. 
Dukljanska je vojska opsjedala Dubrovnik i na koncu su 1104. godine uspjeli u nakani: Dubrovnik je zauzet a Bodinovi rođaci su protjerani, pa su neprijateljstva s Dubrovčanima svršena.
Bodin je Dubrovčanima podigao jednu od utvrda i dao im je na upravljanje. 

### Smrt
Nakon 26 godina vladavine umro je Bodin 1099. godine. Pokopan je u samostanu Sv. Srđa i Vakha pokraj rijeke Bojane. Nakon njegove smrti moć je Dukljanskoga kraljevstva trajno opala.

## Bodinov pečat
Olovni pečat dukljanskoga kralja Bodina pronađen je u Arheološkom muzeju u Istanbulu, a znanstvenoj javnosti pokazan 2008. godine.
Otkriće predstavlja prvorazredni događaj za proučavanje crnogorske medijevalistike, sfragistike i uopće cjelokupne crnogorske nacionalne povijesti.
Na prednjoj strani pečata nalazi se poprsje Svetoga Teodora koji u desnoj ruci drži koplje, a u lijevoj štit, u čijem je središtu prikazan biser od kojega se prema rubovima štita šire zraci. 
Djelimočno oštećeni kružni natpis na prednjoj i zadnjoj strani pečata na grčkome jeziku glasi: 
Konstantin, protosevast i eksusijast Duklje i Srbije
U originalu: 
καὶ ἐζουσιαστ(η) Διοκλίας (καὶ) Σερβ(ίας)

## Titula protosevasta
Među vladarima iz redova Južih Slavenena je jedini Bodin, koliko je poznato, nositelj izuzetno visoke bizantske titule protosevasta (grč. πρωτοσέβαστος).
Titula protosevasta, prvog (proto) među sevastima, nastala u doba cara Aleksija I. Komnena. 
Kasnije je titula je dodijeljivana bliskim srodnicima samog cara.

## Bodinova povelja
U povelji iz 1100. godine Bodin je Dubrovčanima, odnosno benediktinskom samostanu na Lokrumu darivao crkvu Sv. Martina u Šumetu.
U Bodinovoj povelji između ostalog, piše (prijevod s lat. na crnogorski):
.

## Nasljednik
Đorđe, Bodinov sin, u dva je navrata dukljanski kralj, najprije uz prijekide od 1113. do 1118. godine a onda u razdoblju od 1125. do 1131. godine. Sa svojom majkom Jakvintom pokušao je obnoviti slavu i nezavisnost Bodinove države. No, Bizant je iskoristio unutarnje borbe, pa su uz potporu unutarnjih neprijatelja i Srba poduzeli vojni napad na Duklju, zauzeli prijestolnicu Skadar, uhitili Đorđa i odveli ga u Carigrad gdje je i umro.

## Mihailo u Razgovorima ugodnim naroda slovinskoga
Andrija Kačić Miošić u svom najpoznatijem djelu Razgovori ugodni naroda slovinskoga o Mihailu i Bodinu piše: 

## Povijesni izvori
- (crnog.) Borba Bizantinaca s Normanima kod Drača i držanje Bodina (1081.g.)
- (crnog.) Dukljanski Kralj Bodin uznemirava Normane (1083.g.)
- (crnog.) Papa Klement III. Vilbert daje nadbiskupski plašt Petru, biskupu barskome (8. siječnja 1089.)
- (crnog.) Papa Klement III. 1089. piše barskom nadbiskupu Petru
- (crnog.) Dukljanski kralj Bodin i Dalmati napadaju bizantske oblasti

## Vanjske poveznice
- Dr. Fran Milobar: Dukljansko kraljevstvo, Sarajevo, 1900.g. (odlomak)